# 朱践耳
朱 践耳（しゅ せんじ、英語: Zhu Jian-er、1922年10月18日 - 2017年8月15日）は、中華人民共和国の作曲家。

## 経歴
天津市に生まれ、上海市で育つ。1940年より作曲を始め、1955年にモスクワ音楽院に留学した。
上海音楽学院の教授を務め、西洋音楽と中国音楽の両方に作品を残している。2000年にはヨーヨー・マの委嘱で、シルクロード・アンサンブルのために『絲路尋夢』を作曲している。他に板胡と中国管弦楽のための『翻身的日子』（1950）などがある。